# 梅花女子大学
梅花女子大学（ばいかじょしだいがく、英語: BAIKA Women's University）は、日本の私立大学。大阪府茨木市に本部を置き、学校法人梅花学園によって運営されている。

## 概観

### 建学の精神
建学の精神は「キリスト教精神に基づき、他者への愛と奉仕の精神を備える自立した女性を育成する。」である。スクールモットーは"Do for others what you want them to do for you"「人にしてもらいたいと思うことは何でも、 あなたがたも人にしなさい」（マタイによる福音書7章12節）。

## 沿革

### 年表

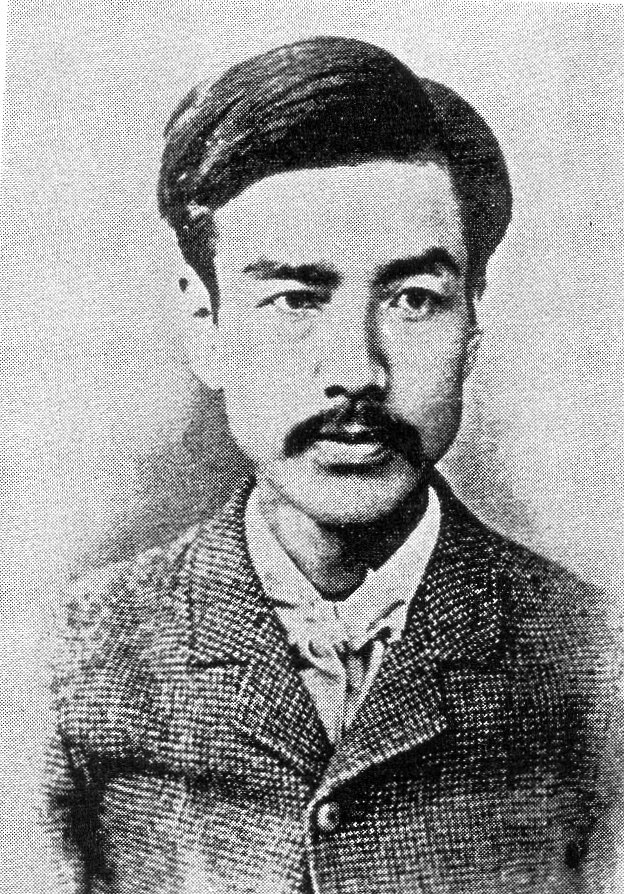
澤山保羅（初代校長）

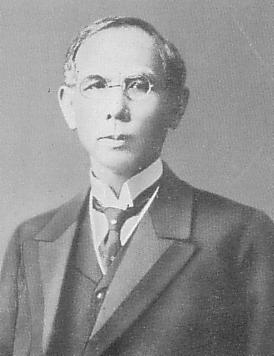
成瀬仁蔵（第4代校長）

- 1964年（昭和39年）5月 - 開学。当初は文学部（日本文学科・英米文学科）の1学部でスタート[注 1]。
- 1977年（昭和52年）4月 - 大学院文学研究科日本文学専攻・英米文学専攻（修士課程）を茨木キャンパスに設置。
- 1982年（昭和57年）4月 - 文学部に児童文学科を設置。
- 1992年（平成4年）4月 - 大学院文学研究科に児童文学専攻（修士課程）を設置。
- 1994年（平成6年）4月 - 大学院文学研究科に児童文学専攻（博士後期課程）を設置。
- 1997年（平成9年）4月 - 文学部に比較文化学科、人間福祉学科を設置。キャリア開発センターを設置。
- 2000年（平成12年）4月 - 文学部に人間科学科を、大学院文学研究科に人間福祉学専攻（修士課程）を設置。
- 2001年（平成13年）- 生涯学習センターを設置。
- 2002年（平成14年）- 梅花短期大学生活科学科の生活健康学専攻を調理・製菓専攻と造形デザイン専攻に改組。
- 2004年（平成16年）4月 - 文学部を現代人間学部（人間福祉学科、心理学科、生活環境学科）と文化表現学部（国際英語学科、児童文学科、日本文化創造学科、情報メディア学科）に改組。大学院文学研究科に心理臨床学専攻（修士課程）を設置。
- 2005年（平成17年）- 大学院文学研究科の心理臨床学専攻（修士課程）が臨床心理士養成の第1種指定大学院に指定[注 2]。
- 2006年（平成18年）4月 - 大学院文学研究科を現代人間学研究科人間福祉学専攻に、心理臨床学専攻と文学研究科（日本語日本文学専攻、英語英米文学専攻、児童文学専攻）の2研究科に改組。
- 2009年（平成21年）11月 - 文学部を廃止。
- 2010年（平成22年）4月 - 現代人間学部を心理こども学部こども学科、心理学科に改組。看護学部看護学科を設置。
- 2012年（平成24年）4月 - 食文化学部食文化学科を設置。
- 2014年（平成26年）3月 - 現代人間学部を廃止。
- 2015年（平成27年）
  - 3月 - 短期大学部を廃止。
  - 4月 - 看護学部に口腔保健学科を設置し、学部名を看護保健学部に変更[1]。
- 2016年（平成28年）- 梅花歌劇団「劇団この花」を設立。
- 2017年（平成29年）4月 - 大学院に看護保健学研究科口腔保健学専攻（修士課程）を設置。食文化学部に管理栄養学科を設置。
- 2018年（平成30年）- グローバル・コミュニケーション・ヴィレッジを設置。文化表現学部の日本文化創造学科を日本文化学科に、心理子ども学部の子ども学科をこども教育学科に改組。

## 教育および研究

### 組織

#### 学部
- 文化表現学部
  - 情報メディア学科
    - デジタルデザインコース
    - マスコミ・パフォーマンスコース
    - ファッションビジネスコース
    - 医療事務・図書館司書コース

  - 日本文化学科
    - 歴史・観光学コース
    - 文学・絵本コース
    - トップセクレタリーコース
    - 国語・書道教員育成コース

  - 国際英語学科
    - ネイティブイングリッシュコース
    - 観光英語コース
    - 国際ビューティースペシャリストコース
- 心理こども学部
  - こども教育学科
    - 保育士・幼稚園教諭コース
    - 幼稚園・小学校教諭コース
    - こどもミュージックセラピーコース

  - 心理学科
    - 公認心理師コース
    - キャリア心理コース
    - 特別支援学校教員養成コース
    - アニマルセラピーコース
- 食文化学部
  - 食文化学科
    - 調理・製菓コース
    - 食ビジネスコース
    - 食文化コース

  - 管理栄養学科
    - 管理栄養士専攻
- 看護保健学部
  - 看護学科
    - 看護師・保健師専攻

  - 口腔保健学科
    - 歯科衛生士専攻

#### 大学院
- 文学研究科
  - 日本語日本文学専攻（修士課程）
  - 英語英米文学専攻（修士課程）
  - 児童文学専攻（博士課程）
- 現代人間学研究科
  - 心理臨床学専攻（修士課程）
- 看護保健学研究科
  - 口腔保健学専攻（修士課程）

## 学生生活

### クラブ活動
体育会系
- ラクロス部
- チアリーディング部
- 硬式テニス部
- キンボール部
- ダンスフリコピ部
- バスケットボール部
- バレーボール部
- バドミントン部
- 洋弓部
- 卓球部
- 運動不足解消部
- フットサルサークル}

文化系
- 茶道部
- 文芸サークル
- 書道部
- マンドリンクラブ
- 劇団なんでも茶屋
- 合唱団
- 美術部
- 漫画研究部
- 吹奏楽部
- Photo部
- 家庭科部
- 声部
- ゲーム研究部
- 天文部
- サブカルチャー部
- 紅茶サークル
- フォークソングクラブ
- 映像部

学生自治会
- 自治会
- 新聞会
- 小梅祭実行委員会
- クラブフェスティバル委員会

## 大学関係者と組織

### 大学関係者一覧

#### 出身者
- 山川登美子（歌人）
- 宮下恵茉（児童文学作家）
- 仁和令子（女優）- 中退
- 松浦有希（シンガーソングライター・作曲家）- 中退
- 谷藤リョーコ（ナレーター・声優）
- 旭堂南華（講談師・なみはや講談協会2代目会長）
- 古沢初美（ミス・ユニバース1985日本代表）
- 江崎普子（ミス・ユニバース1986日本代表）

## 施設

### キャンパス
- 交通アクセス：阪急宝塚本線「石橋阪大前駅」、北大阪急行電鉄南北線・大阪モノレール本線「千里中央駅」、阪急千里線「北千里駅」、阪急京都本線「茨木市駅」、JR京都線「茨木駅」からそれぞれスクールバス「エレガンスエクスプレス」が運行している[2]。

## 対外関係

### 他大学との関係
協定校
- マウント・ユニオン大学（アメリカ合衆国）
- チャタム大学（アメリカ合衆国）
- イロン大学（アメリカ合衆国）
- リンゼイ・ウィルソン大学（アメリカ合衆国）
- サンディエゴ州立大学英語研修センター（アメリカ合衆国）
- ポートランド州立大学英語研修センター（アメリカ合衆国）
- ウェストミンスター大学（イギリス）
- エディンバラ大学英語研修センター（イギリス）
- モナシュ大学英語研修センター（オーストラリア）
- クイーンズランド大学英語学習センター（オーストラリア）
- イーデス・コーワン大学英語研修センターオーストラリア）
- ヴィクトリア大学英語研修センター（カナダ）
- ランガラ大学英語研修センター（カナダ）
- 上海外国語大学（中華人民共和国）
- 上海工商外国語学院（中華人民共和国）
- 湖州師範大学（中華人民共和国）
- 上海建橋学院（中華人民共和国）
- 明道大学（台湾）
- 義守大学（台湾）
- 釜山外国語大学校（大韓民国）
- 釜山科学技術大学校（大韓民国）
- 仁荷大学校（大韓民国）
- 培花女子大学校（大韓民国）

## 併設校
- 梅花中学校・高等学校
- 梅花幼稚園